# Teucholabis paracollaris
Teucholabis paracollaris är en tvåvingeart som beskrevs av Alexander 1945. Teucholabis paracollaris ingår i släktet Teucholabis och familjen småharkrankar.
Artens utbredningsområde är Peru. Inga underarter finns listade i Catalogue of Life.